# Differentialgetriebe

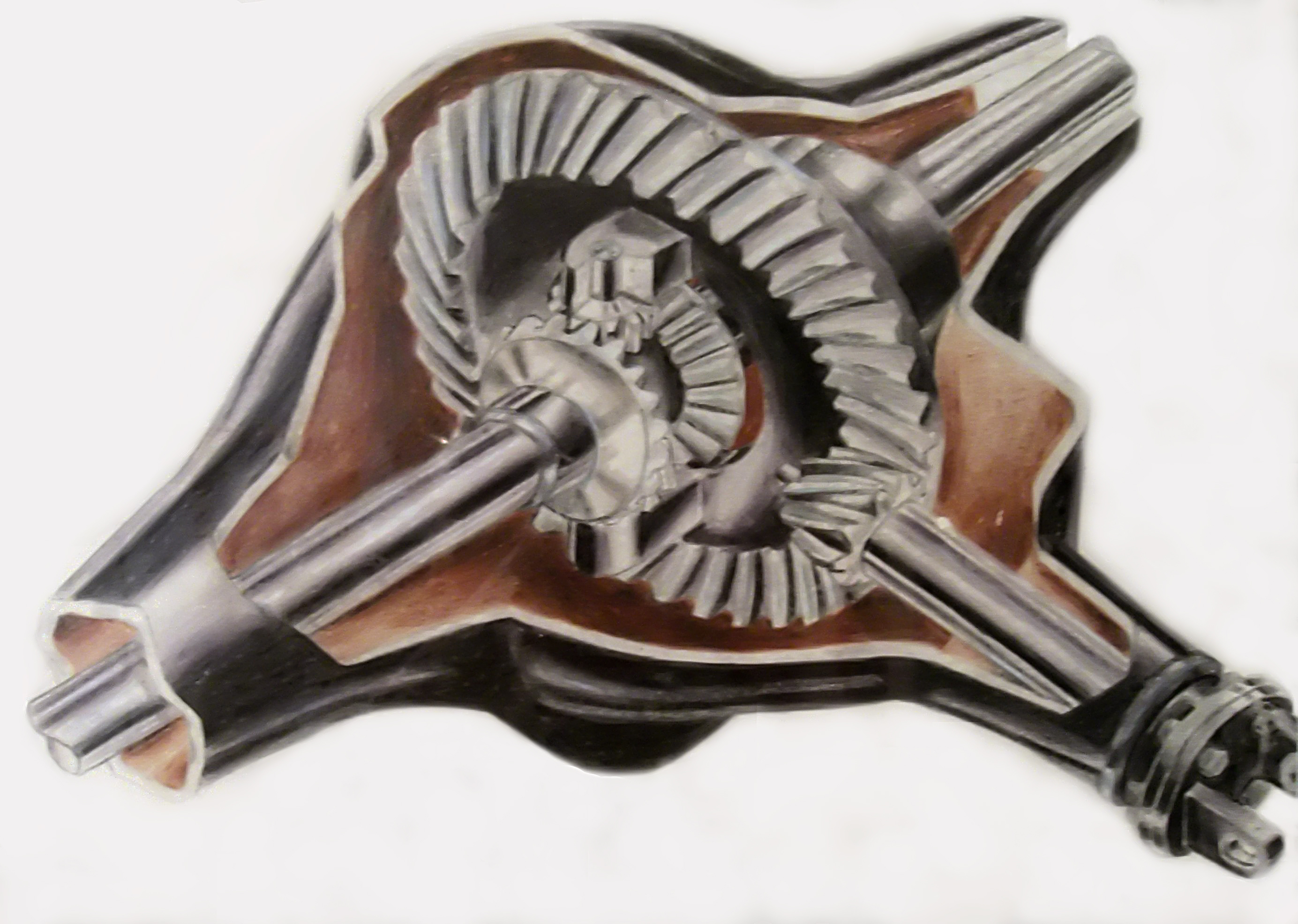
Zeichnung eines Kegelrad-Differentialgetriebes.

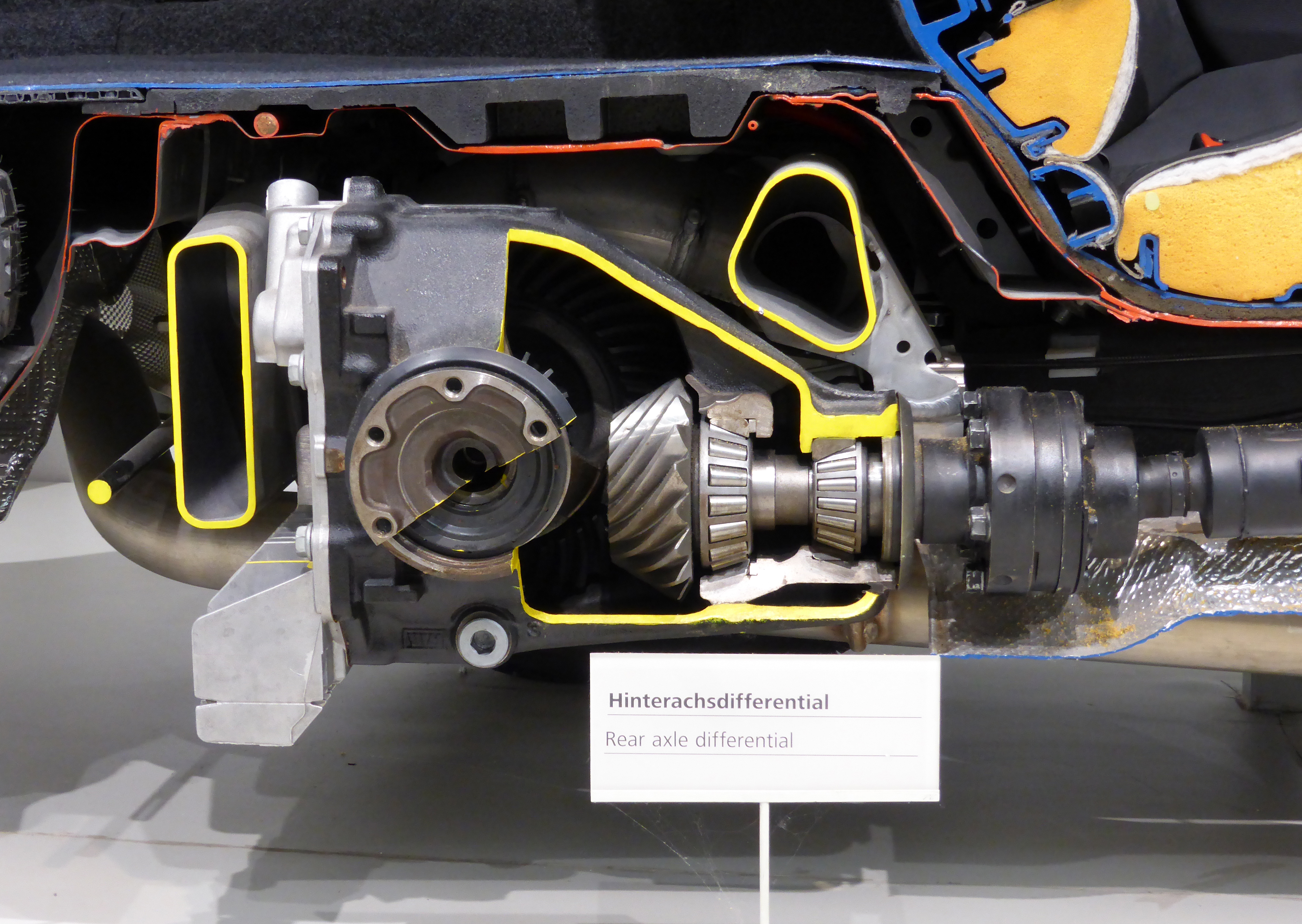
Schnittmodell eines Hinterachsdifferenzials

Das Differentialgetriebe (bzw. Differenzialgetriebe), auch Ausgleichsgetriebe kurz Differential (bzw. Differenzial) genannt, wird bei Kurvenfahrt von mehrspurigen Fahrzeugen benötigt, da ein außenliegendes Rad einen längeren Weg zurücklegen muss als eines innen in der Kurve. Würde man das mit einer starren Achse komplett verhindern (sperren), würde es zu einem „Hoppeln“ kommen, enge Kurvenfahrt wäre nahezu unmöglich. Deswegen haben nur simple Go-Karts, Dragster oder Autos zum Driften oder Auf-2-Rädern-fahren einen starren Durchtrieb, und Traktoren aktivieren ihre Differentialsperre nur in schwerem Gelände.
Verwirklicht wird der Ausgleich durch ein Umlaufrädergetriebe (Planetengetriebe) oder ein Kegelrad-Differentialgetriebe, jeweils mit einem Antrieb von der Motorseite auf zwei Abtriebe (Verteilgetriebe) für zwei Räder oder zwei Achsen. Die beiden Abtriebe laufen im Normalfall, der Geradeausfahrt, gleich schnell, bei Bedarf leicht unterschiedlich schnell. Den Extremfall, dass ein Rad stehen bleibt während das andere doppelt so schnell dreht, gilt es meist zu vermeiden. Der tritt bei vielen PKW mit offenem Differenzial auf wenn ein Rad auf Eis oder Schlamm am Straßenrand weniger Haftung hat und hilflos durchdreht, oder wenn bei sportlicher Fahrt in Kurven das entlastete innere Rad durchdreht. In diesem Fall bekommt das andere Rad, das ggf. auf Asphalt noch genug Haftung hätte, allerdings fast keine Antriebskraft mehr zugeteilt und das Fahrzeug bleibt entweder hilflos und kraftlos stehen, oder der Rennwagen „bekommt seine Kraft nicht auf den Boden“. Je mehr der Ausgleich begrenzt wird, durch eine Bremswirkung im Ausgleichsgetriebe, oder durch gezieltes Abbremsen nur des durchdrehenden Rades (Traktionskontrolle), desto mehr Kraft (Drehmoment) bekommt das andere Rad zugeteilt, und das Fahrzeug fährt wie gewünscht.
Ein Ausgleichsgetriebe mit gewisser Bremswirkung wird im Englischen zutreffend „begrenzter-Schlupf-Differential“ genannt, limited slip differential (LSD) während der deutschsprachige Begriff Sperrdifferential oft missverstanden wird durch Verwechslung mit der Differentialsperre die auf 100 % Sperrwirkung umschaltet. Tatsächlich liegen die üblichen „Sperr“-Wirkungen im Bereich 20 % bis 40 %, wobei z. B. die BMW E30 der 1980er Jahre 25 % serienmäßig (M3) oder als Extra hatten.

## Geschichte
Umlaufrädergetriebe sind seit der Antike bekannt. Der Mechanismus von Antikythera hatte ein Planetengetriebe als Summiergetriebe, im chinesischen Kompasswagen diente vermutlich ein Subtraktionsgetriebe zwischen zwei parallel angeordneten gleich großen Rädern der Anzeige einer Richtung. Das Differential ist ein Verteil-Umlaufrädergetriebe und für Maschinenantriebe (Göpel) erstmals bei Leonardo da Vinci nachgewiesen. Als Differentialgetriebe für Fahrzeuge wurde es im Jahr 1827 vom Franzosen Onésiphore Pecqueur (1792–1852) erfunden.

## Anwendung
Am häufigsten wird das Differential als Achsdifferential im Automobil verwendet. Dort ist sein Zweck, zwei Räder so anzutreiben, dass sie in Kurven unterschiedlich schnell, aber mit gleicher Vortriebskraft drehen können.
Den gleichen Zweck hat das Zentraldifferential in allradgetriebenen Fahrzeugen, bei denen die Leistung auf zwei oder mehr angetriebene Achsen verteilt werden soll.

## Aufbau und Wirkungsweise
Das Differentialgetriebe hat wie sein Grundtyp, das Planetengetriebe (mit innenverzahntem Hohlrad), (erstes Bild, unten) drei gleichachsige Wellen. Seine Besonderheit ist aber, dass die Standübersetzung in der Regel den Wert i0 = −1 hat. Als Standübersetzung wird das Übersetzungsverhältnis zwischen den beiden Zentralwellen bezeichnet, wenn der Umlaufradträger (Steg, Käfig oder Korb) festgehalten wird. Das Getriebe unterscheidet sich dann nicht vom sogenannten Standgetriebe, das keine umlaufenden Wellen hat. Mit i0 = −1 verteilt das Getriebe im Dreiwellenbetrieb die Abtriebsleistung vom Steg aus auf die beiden Zentralwellen mit je gleich großem Drehmoment. Weil die beiden Abtriebsräder gleich groß sind, ist der Getriebeaufbau symmetrisch (Bilder zwei bis fünf, unten).

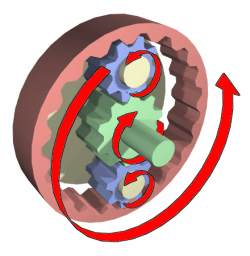
Umlaufrädergetriebe (Planetengetriebe) mit Hohlrad (innenverzahnt)
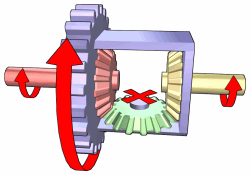
Kegelrad-Differentialgetriebe, in gradeaus fahrendem Fahrzeug: gleiche Drehzahlen der getriebenen Wellen
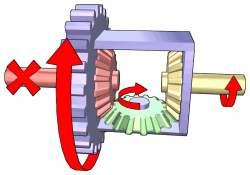
Kegelrad-Differentialgetriebe, Durchdrehen eines Rades: eine Welle nicht, die andere schnell drehend
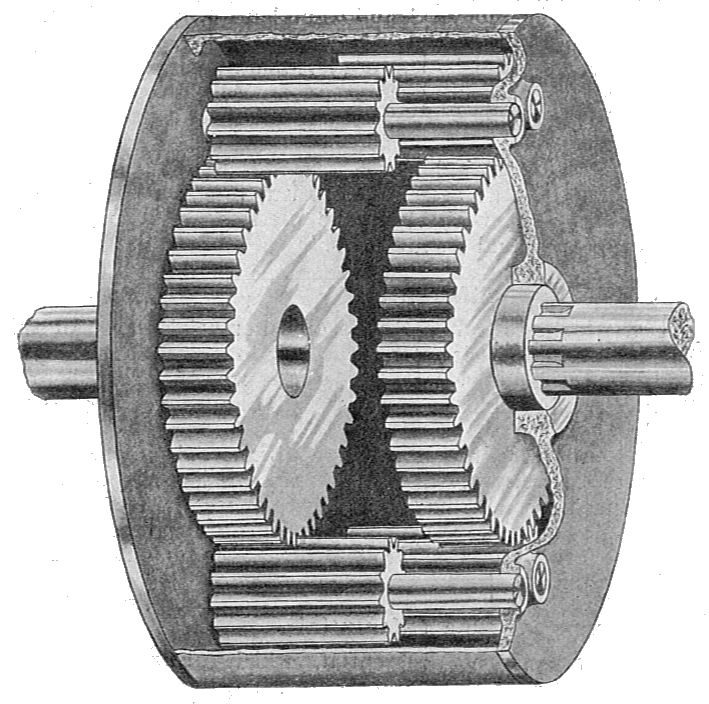
Stirnrad-Differentialgetriebe, Antrieb des Umlaufradträgers nicht dargestellt
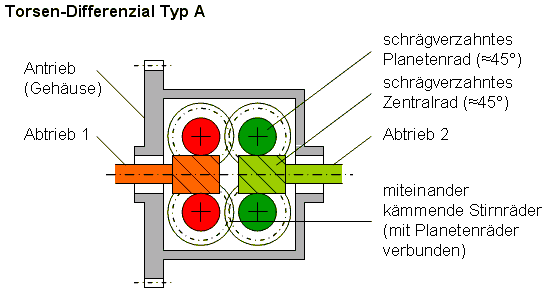
Schraubenrad-Differentialgetriebe

Das Kegelrad-Differentialgetriebe (zweites und drittes Bild) kommt mit vier Rädern aus und wird am häufigsten angewendet. Im Inneren des Umlaufradträgers (auch als Käfig oder Korb bezeichnet) ist das Kegelradgetriebe symmetrisch: Rechts und links befindet sich je ein mit den getriebenen Wellen verbundenes Kegelrad. Über den Umfang trägt der Korb mehrere, mit den getriebenen Kegelrädern kämmende Kegelräder (meistens zwei).
Bauformen mit größerer Räderzahl sind Stirnrad-Differentialgetriebe (viertes Bild), bei dem die Umlaufräder je zwei miteinander und den Wellenritzeln kämmende Stirnräder sind und das Schraubenrad-Differentialgetriebe (fünftes Bild), in denen die Wellen auf umlaufende Schraubenräder wirken, die über Stirnradsätze miteinander gekoppelt sind.
In allen Bauformen ist der Umlaufradträger ring- oder kastenförmig gestaltet. Er trägt ein Zahnrad, über das er angetrieben wird. Er kann aber auch über eine Hohlwelle angetrieben sein.

## Differentialgetriebe im Automobil

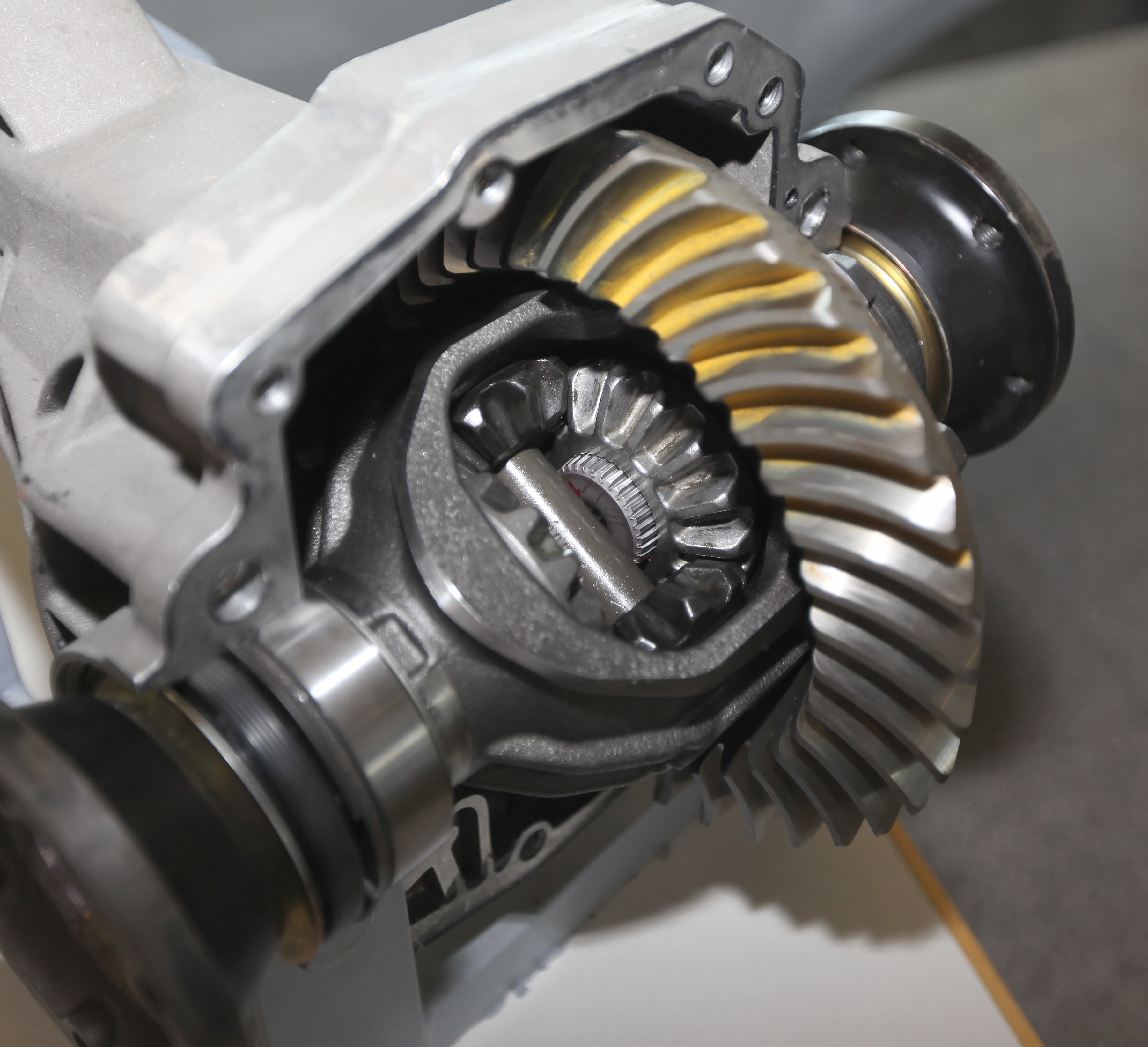
Hinteres Achsdifferentialgetriebe des Porsche Cayenne

### Achsdifferential
Wird das Differentialgetriebe an einer angetriebenen Achse eines Kraftfahrzeugs als Teil des Achsgetriebes verwendet, so wird es als Achsdifferential bezeichnet. Es sorgt für den Ausgleich der Drehzahlen zwischen den beiden Rädern. Bei Geradeausfahrt drehen sich die beiden kleineren Zahnräder in der Lücke der Achse nicht, sondern laufen mit dem großen Zahnrad um, sodass ihr Effekt neutral ist. Bei einer Kurvenfahrt hingegen drehen sie sich entgegengesetzt um ihre Achsen, sodass das Rad im Außenradius etwas schneller und das andere etwas langsamer angetrieben wird. Seine Standübersetzung ist i0 = −1 . Wenn man den Umlaufradträger festhält (zum Beispiel durch Einlegen eines Ganges bei stillstehendem Motor), die Räder anhebt und an einem der Laufräder dreht, dann dreht sich das andere mit gleicher Drehzahl in Gegenrichtung.

### Zentral- oder Längsdifferential
Bei Fahrzeugen, bei denen alle Räder angetrieben werden (Allradantrieb), sind weitere Verteilergetriebe erforderlich: zunächst je ein Achsdifferential pro weiterer getriebener Achse, außerdem Zentral- oder Längsdifferentiale zur Verteilung des Motorantriebs auf mehrere Achsen. Ein Fahrzeug mit Vierradantrieb hat zwei Achsdifferentiale und ein Zentraldifferential.
Zentraldifferentiale können wie Achsdifferentiale eine Standübersetzung von i0 = −1 haben. Ihre Momentenaufteilung zwischen den Achsen ist 1:1 oder 50 % zu 50 %. Es werden aber auch Zentraldifferentiale mit von 1:1 abweichender Standübersetzung gebaut. Die hintere Achse erhält oft ein höheres Antriebsmoment als die vordere, was beim Beschleunigen und in Steigungen ein Vorteil ist. Die Verteilung ist zum Beispiel 65 % zu 35 %. Ein solches unsymmetrisch wirkendes Differential ist auch unsymmetrisch gebaut wie zum Beispiel das Umlaufrädergetriebe mit Hohlrad (obige Bildreihe: erstes Bild; angetrieben ist der Steg) oder mit unterschiedlich großen Kronenrädern und Stirnradritzeln.

## Achsdifferentiale in Kraftfahrzeugen

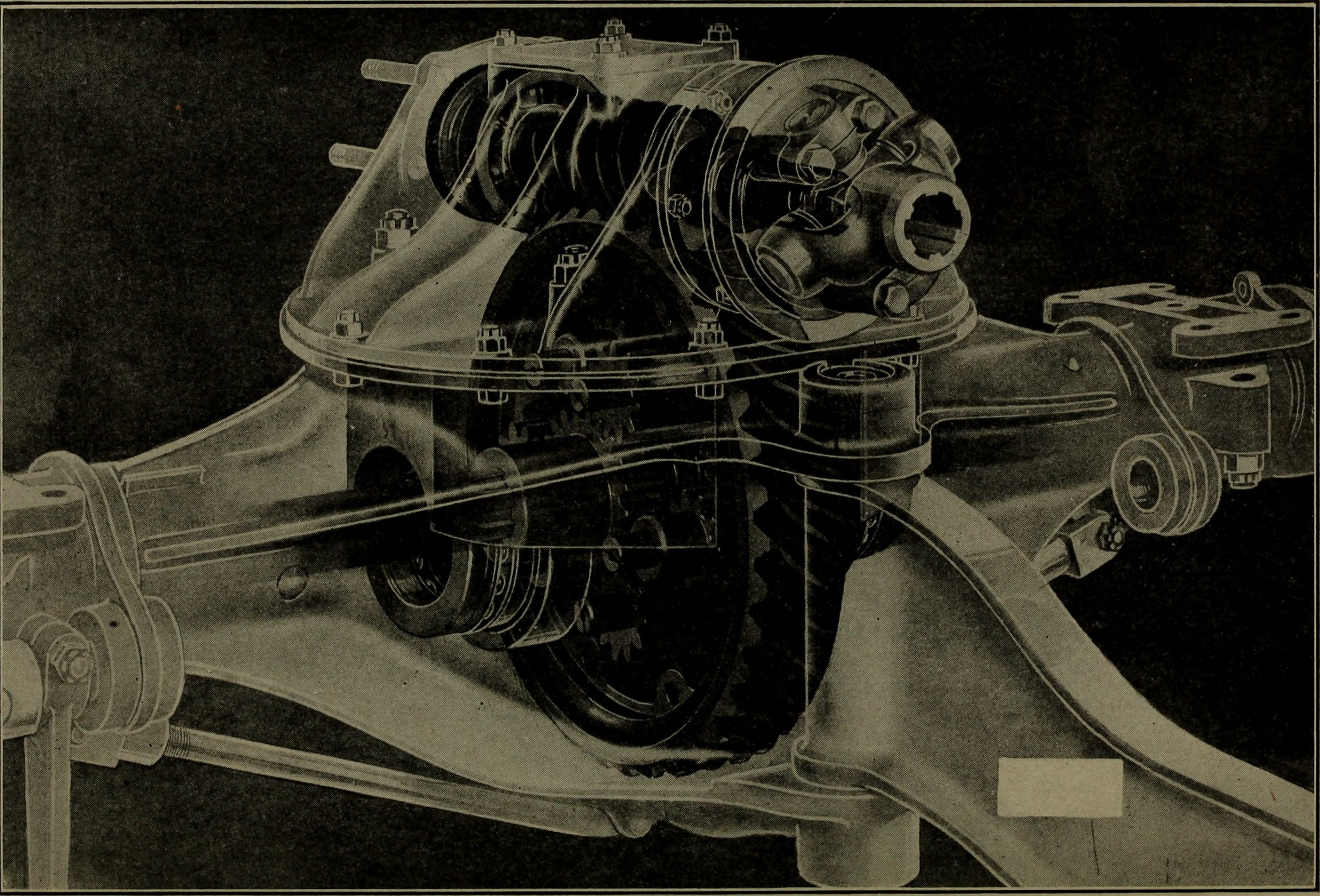
Differential mit Schneckengetriebe (1916)

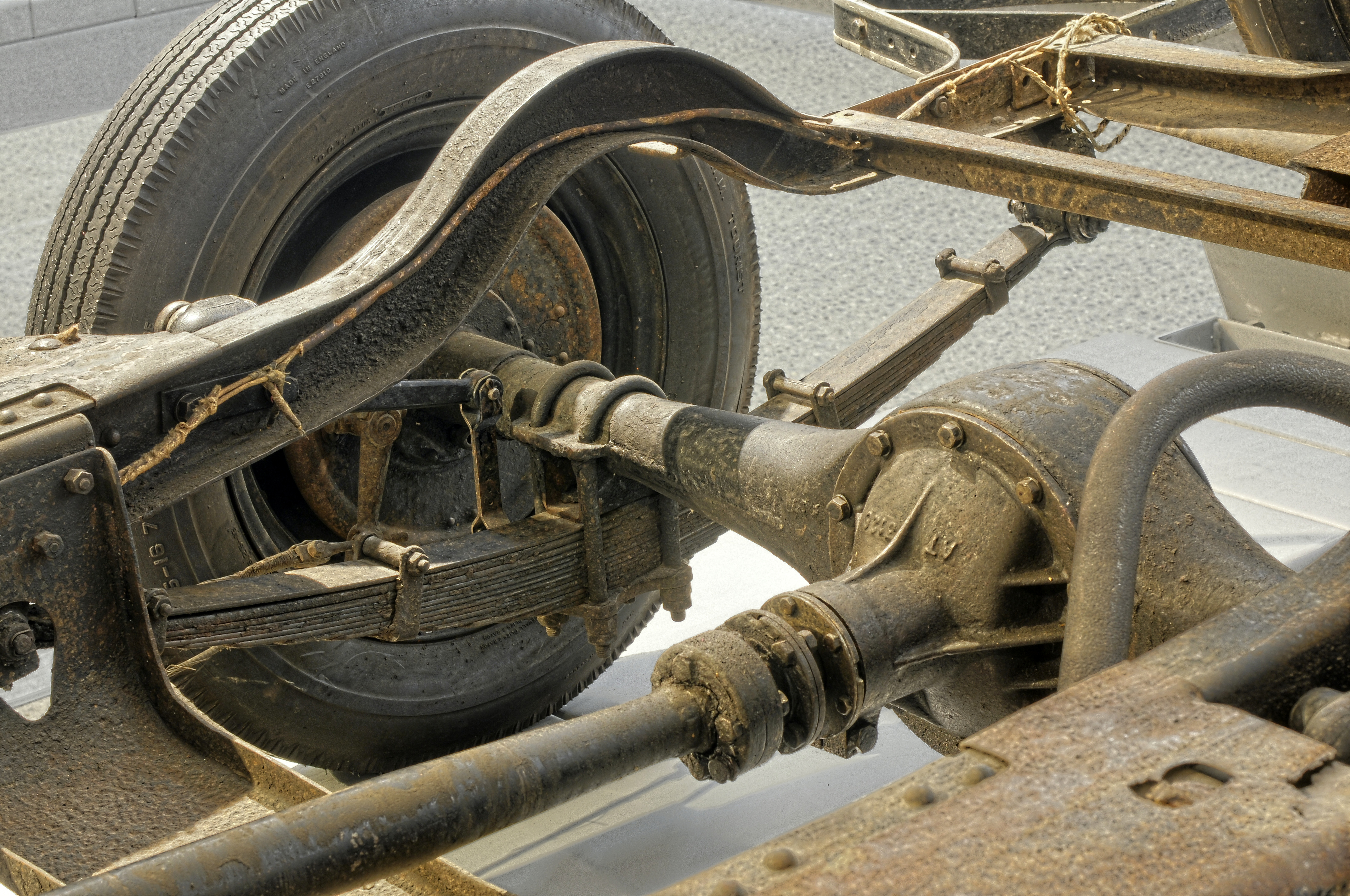
Differentialgetriebe an der Hinterachse eines Škoda 422 (1930)

Das Differentialgetriebe befindet sich in der Regel zwischen den Rädern. Der Umlaufradträger ist fast immer mit einem Rad einer antreibenden Zahnradstufe fest verbunden. Diese ist bei quer eingebautem Motor ein Stirnradgetriebe, bei längs eingebautem Motor ein Kegelradgetriebe und bei Antrieb über eine Kardanwelle fast immer ein Hypoidgetriebe. Bei Letzterem schneiden sich die Achsen von Kegel- und Tellerrad nicht, die Kardanwelle liegt etwas tiefer. Bevor sich die Hypoidverzahnung durchsetzte, gab es auch Schneckengetriebe (Peugeot).
Die getriebenen Wellen führen zu den Rädern. Beide Räder sind mit gleich großem Drehmoment getrieben, auch wenn sie sich – wie bei Kurvenfahrt – ungleich schnell drehen. Bei gleich schnellem Drehen verursachen die Räder des Differentialgetriebes keinen Leistungsverlust und keinen Verschleiß, da sie sich untereinander nicht bewegen. Bleibt eines der Räder ganz stehen, so dreht das andere doppelt so schnell wie der Umlaufradträger (drittes Bild). Dies tritt beim Anfahren auf, nämlich dann, wenn eins der beiden Räder die Haftreibung mit dem Boden verliert, etwa auf Matsch, Schnee und ähnlichem. Dieses Rad dreht dann „durch“ und beide Räder übertragen kein vorwärts treibendes Drehmoment mehr.
Auch in schnell gefahrenen Kurven kann das innere Rad so weit entlastet werden, dass es durchdreht. Ein Sperrdifferential kann dies verhindern: Die ausgleichende Wirkung wird durch starres Verbinden der beiden Antriebswellen unterbunden (Vollsperre) oder durch gezielte Reibung verringert. In letzterem Fall wird ein Teil der Leistung an das treibende Rad abgegeben und der Rest im Getriebe in Wärme umgesetzt. Vollsperren gibt es fast nur bei Geländefahrzeugen. Bei eingeschalteter Sperre drehen die Räder gleich schnell, das Drehmoment verteilt sich auf die Räder je nach Bodenhaftung. Wird die Vollsperre auf der Straße oder anderem gutem Untergrund benutzt, kann der Antriebsstrang verspannen und Schaden nehmen, da die unterschiedlichen Weglängen in Kurven jetzt nur vom Schlupf der Reifen aufgenommen werden können.
Der in Actionfilmen beliebte Stunt, ein Auto während der Fahrt auf zwei Rädern zu balancieren und dabei anzutreiben, funktioniert aus genannten Gründen ebenfalls nur mit einer Differentialsperre.

### Kinematik
Die Drehzahl-Grundgleichung (Willis-Gleichung)
{\displaystyle n_{1}-i_{0}\cdot n_{2}-(1-i_{0})\cdot n_{S}=0}
der Umlaufrädergetriebe vereinfacht sich mit der Standübersetzung {\displaystyle i_{0}=-1} zu
{\displaystyle n_{1}+n_{2}=2\cdot n_{S}}.
Das bedeutet, dass in jedem Betriebszustand die Summe der Drehzahlen der beiden angetriebenen Fahrzeugräder (Index 1 und 2) gleich der doppelten Drehzahl des Umlaufradträgers (Index S) ist, oder dass die Drehzahl des Umlaufradträgers der arithmetische Mittelwert der Raddrehzahlen ist.